# Студентський парламент в Німеччині
'Студентський парламент або парламент студентів, скорочено StuPa або SP, як правило, найвищий виборний орган прийняття рішень студентства в Німеччині, в основному в північних і західних німецьких землях. Він обирає та уповноважує Загальний студентський комітет (AStA) та приймає рішення щодо бюджету студентства.

## Період виборів та виборчі системи

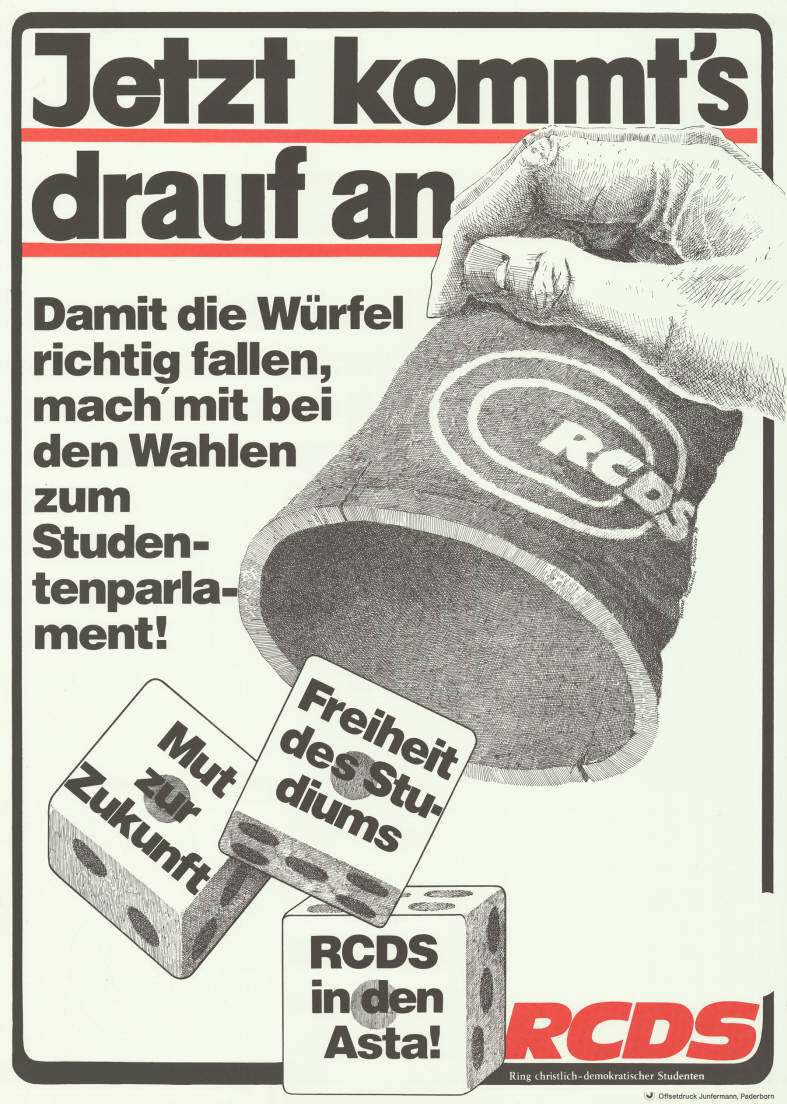
Агітаційний плакат для участі у виборах, 1979 рік

Як правило, члени студентського парламенту обираються усіма зарахованими студентами відповідного університету . Термін повноважень парламенту триває, як правило, один рік. Короткотривалість одного періоду семестру явище доволі рідкісне; навпаки в Хагенському заочному університеті термін повноважень триває два роки.
Сьогодні найчастіше студентські парламенти вибираються за принципом облікового- або пропорційного представництва, в якому різні асоціації («реєстри») сприяють підтримці студентів, а місця парламенту розподіляються відповідно голосів, поданих у відповідних списках. Зазвичай беруть участь кілька кандидатів, які належать до академічних асоціацій політичних партій, такі, як RCDS, організація молодих соціалістів або ліві.SDS. Інші кандидати є незалежними. Інколи використовуються принцип дії однієї особи або ж більшості голосів, за яким, окрім списків, доступні й індивідуальне подання для виборів.
Явка виборців неухильно знижується з 60-х років  . У 2001 році в Бонні було досягнуто 14,1 %. У Бременському університеті активність виборців у минулому іноді була значно нижчою 10 %. 1966 році студентський парламент Кельна досяг феноменальної явки 62 %, що за ініціативою AStA, автомобільний дилерський центр в Кельні пожертвував рубіново-червоний VW Käfer 1300, який розіграли серед усіх виборців.

## Історія
Студентські парламенти в описаному сенсі існують в більшості німецьких університетів лише з 1960-х років. Раніше, як єдиний представницький орган існував лише AStA, що об'єднує функції законодавчої та виконавчої влади .
Лише в деяких великих університетах з кінця 1940-х років обиралися окремі законодавчі органи, які на початку все ще носили різні назви. Наприклад: Конвент (FU Берлін , Мюнхенський університет), «Студентська спілка» (Гамбурзький університет) або «Студентська рада» (Геттінгенський університет). Проте всі ці комітети були обрані після голосування більшості, тоді як сьогоднішнє стандартне виборче право було збільшене лише з початку шістдесятих років.

## Кількість
Кількість представництва регулюється статутами або законами університетів. Частково статути призначають непарне число місць, наприклад, в Кельні 51 член, в Аханні 41 і у Гіссені 33. Малі університети, такі як Університет Бонн-Рейн-Зіг, обмежується 15 членами, Академія медіа-мистецтв в Кельні 10.

## Різноманітні назви
Можливі регіональні назви найвищого студентського виборчого комітету. Наприклад, в Бременському законі про вищу освіту це офіційно називається студентська рада. У німецькомовній Швейцарії також широко використовується термін студентська рада; в університеті Святого Галлена існує лише студентський парламент .
У деяких федеральних землях Німеччини завдання студентського парламенту та AStA об'єднатися в студентську раду.
У незалежних студентських установах, добровільна форма організації студентів без законного доручення в Баварії (а також до 2012 року в Баден-Вюртемберзі), також існує безліч інших назв, обумовлених іноді девіантними виборчими та представницькими структурами. Студентські парламенти існують не в усіх університетах .